# Arthur Bennett
Arthur Bennett (19 de junio de 1843, Croydon - 2 de mayo de 1929, Londres) fue un naturalista inglés. Trabajó luego del deceso de Alfred Fryer (1826-1912) en el género Potamogeton, siendo una reconocida autoridad en tal género. Publicó segundas partes de la obra The Potamogetons (Pond Weeds) of the British Isles que había sido publicado por Fryer, en 1898. Con Bennett también trabajó Robert Morgan (1863-1900), que ilustró las contribuciones de Fryer a la monografía.

## Otras obras
- arthur Bennett, charles edgar Salmon, hewett cottrell Watson, james robert Matthews. 1929. Second supplement to Watson's 'Topographical botany'. J. of botany. 99 pp.

- ------------------------. 1927. Notes on Potamogeton

- alfred Fryer, arthur Bennett. 1915. The potamogetons (pond weeds) of the British Isles: with descriptions of all the species, varieties and hybrids. Ilustró Robert Morgan. Editor L. Reeve & Co. Ltd. 94 pp. Reeditó General Books LLC, 92 pp. 2010 ISBN 1152155024

- arthur Bennett. 1914. The Potamogetons of the Philippine Islands. 6 pp.

- ------------------------. 1909. Plants of the Faroe Isles not occurring in Great Britain, and others not occurring in Shetland, Orkney, Caithness, or the Outer Hebrides. 5 pp.

- james f. Grant, arthur Bennett. 1889. Contributions towards a flora of Caithness. Edición reimpresa de S. Cowan & Co. printers & publishers, 41 pp.

- arthur Bennett. 1895. African Potamogetons. Editor West, Newman, 3 pp.

- ------------------------. 1886. Recent additions to the flora of Iceland. Ed. Fiske Icelandic Collection

## Honores
Miembro de
- Sociedad linneana de Londres
- Sociedad Real de Microscopía
- La abreviatura «A.Benn.» se emplea para indicar a Arthur Bennett como autoridad en la descripción y clasificación científica de los vegetales.[3]